# Nederlandse kampioenschappen atletiek 1940
In 1940 werden de Nederlandse kampioenschappen atletiek gehouden op 10 en 11 augustus op de sintelbaan in Amsterdam. De weersomstandigheden waren gedurende het gehele weekend vrij ongunstig, met zaterdags vooral een sterke wind en zondags aanvankelijk regen, die pas in de loop van de middag ophield.  
De Nederlandse atletiekkampioenschappen op de 10.000 m en de 200 m horden voor mannen werden op 25 augustus gehouden op de sintelbaan aan het Olympiaplein te Amsterdam.

## Uitslagen

### 100 m
| rang   | atleet         | prestatie |
| ------ | -------------- | --------- |
| Goud   | Wim Nota       | 10,7 s    |
| Zilver | Tinus Osendarp | 10,7 s    |
| Brons  | Chris van Osta | 11,0 s    |

| rang   | atlete       | prestatie |
| ------ | ------------ | --------- |
| Goud   | Fanny Koen   | 12,5 s    |
| Zilver | Ali de Vries | 13,0 s    |
| Brons  | Lies Rolff   | 13,1 s    |

### 200 m
| rang   | atleet           | prestatie |
| ------ | ---------------- | --------- |
| Goud   | Tinus Osendarp   | 21,9 s    |
| Zilver | Heinz Baumgarten | 22,1 s    |
| Brons  | Chris van Osta   | 22,2 s    |

| rang   | atlete       | prestatie |
| ------ | ------------ | --------- |
| Goud   | Fanny Koen   | 25,3 s    |
| Zilver | Ali de Vries | 27,5 s    |
| Brons  | Ali Loohuis  | 28,2 s    |

### 400 m
| rang   | atleet           | prestatie |
| ------ | ---------------- | --------- |
| Goud   | Heinz Baumgarten | 50,0 s    |
| Zilver | Anton Blok       | 51,1 s    |
| Brons  | Klaas Peereboom  | 52,8 s    |

### 800 m
| rang   | atleet        | prestatie |
| ------ | ------------- | --------- |
| Goud   | Sjabbe Bouman | 1.56,0    |
| Zilver | Dobbelarem    | 2.01,2    |
| Brons  | Han de Roode  | 2.01,6    |

### 1500 m
| rang   | atleet           | prestatie |
| ------ | ---------------- | --------- |
| Goud   | Frits de Ruijter | 4.10,0    |
| Zilver | Han de Roode     | 4.13,8    |
| Brons  | De Bruyn         | 4.15,7    |

### 5000 m
| rang   | atleet       | prestatie |
| ------ | ------------ | --------- |
| Goud   | Joop Walther | 16.02,4   |
| Zilver | Wim Bakker   | 16.12,4   |
| Brons  | Overdijk     | 16.16,4   |

### 10.000 m*
| rang   | atleet     | prestatie |
| ------ | ---------- | --------- |
| Goud   | Dé Slegt   | 33.45,0   |
| Zilver | Wim Bakker | ?         |
| Brons  | Overdijk   | ?         |

### 110 m horden/80 m horden
| rang   | atleet           | prestatie |
| ------ | ---------------- | --------- |
| Goud   | Jan Nelissen     | 16,1 s    |
| Zilver | Louis Hagedoorn  | 16,2 s    |
| Brons  | Flip van Leeuwen | 16,2 s    |

| rang   | atlete     | prestatie |
| ------ | ---------- | --------- |
| Goud   | Fanny Koen | 12,3 s    |
| Zilver | ?          |           |
| Brons  | ?          |           |

### 200 m horden*
| rang   | atleet          | prestatie |
| ------ | --------------- | --------- |
| Goud   | Frits Butzelaar | 25,6 s    |
| Zilver | Nol Wellerdieck | 25,8 s    |
| Brons  | Louis Hagedoorn | 26,0 s    |

### 400 m horden
| rang   | atleet          | prestatie |
| ------ | --------------- | --------- |
| Goud   | Frits Butzelaar | 55,9 s    |
| Zilver | Jan Nelissen    | 60,0 s    |
| Brons  | Adam            | 60,6 s    |

### 4 x 100 m
| rang   | atleet     | prestatie |
| ------ | ---------- | --------- |
| Goud   | AV'23      | 43,4 s    |
| Zilver | Trekvogels | 43,5 s    |
| Brons  | V&L        | 44,2 s    |

| rang   | atlete  | prestatie |
| ------ | ------- | --------- |
| Goud   | Sagitta | 51,8 s    |
| Zilver | Zeeburg | 51,9 s    |
| Brons  | ADA     | 52,8 s    |

### 4 x 400 m
| rang   | atleet     | prestatie |
| ------ | ---------- | --------- |
| Goud   | Trekvogels | 3.31,8    |
| Zilver | V&L        | 3.33,3    |
| Brons  | AAC        | 3.35,1    |

### Verspringen
| rang   | atleet              | prestatie |
| ------ | ------------------- | --------- |
| Goud   | Co Houtman          | 6,97 m    |
| Zilver | Henk van der Toolen | 6,92 m    |
| Brons  | Frits Butzelaar     | 6,72 m    |

| rang   | atlete                | prestatie |
| ------ | --------------------- | --------- |
| Goud   | Fanny Koen            | 5,82 m    |
| Zilver | Nel van Balen Blanken | 5,05 m    |
| Brons  | Ali de Vries          | 5,02 m    |

### Hink-stap-springen
| rang   | atleet          | prestatie |
| ------ | --------------- | --------- |
| Goud   | Wim Peters      | 13,90 m   |
| Zilver | Menno Oosterhof | 13,50 m   |
| Brons  | A.E. Haverkamp  | 13,10 m   |

### Hoogspringen
| rang   | atleet         | prestatie |
| ------ | -------------- | --------- |
| Goud   | Co Houtman     | 1,80 m    |
| Zilver | Gerard Carlier | 1,80 m    |
| Brons  | Wim Spanjerdt  | 1,75 m    |

| rang   | atlete                | prestatie |
| ------ | --------------------- | --------- |
| Goud   | Fanny Koen            | 1,60 m    |
| Zilver | Nel van Balen Blanken | 1,55 m    |
| Brons  | Tini Burger           | 1,45 m    |

### Polsstokhoogspringen
| rang   | atleet          | prestatie |
| ------ | --------------- | --------- |
| Goud   | Cor Lamoree     | 3,80 m    |
| Zilver | Frits Butzelaar | 3,70 m    |
| Brons  | Jaap Merkestein | 3,60 m    |

### Kogelstoten
| rang   | atleet       | prestatie |
| ------ | ------------ | --------- |
| Goud   | Aad de Bruyn | 13,98 m   |
| Zilver | Th. Oreel    | 13,885 m  |
| Brons  | De Graaf     | 12,265 m  |

| rang   | atlete         | prestatie |
| ------ | -------------- | --------- |
| Goud   | Ans Niesink    | 11,21 m   |
| Zilver | W. Albers      | 10,62 m   |
| Brons  | S. van Leeuwen | 10,13 m   |

### Discuswerpen
| rang   | atleet       | prestatie |
| ------ | ------------ | --------- |
| Goud   | Aad de Bruyn | 42,60 m   |
| Zilver | De Graaff    | 41,90 m   |
| Brons  | Mulder       | 34,90 m   |

| rang   | atlete           | prestatie |
| ------ | ---------------- | --------- |
| Goud   | Ans Niesink      | 39,01 m   |
| Zilver | M. van der Raadt | 32,04 m   |
| Brons  | W. Albers        | 30,24 m   |

### Speerwerpen
| rang   | atleet         | prestatie |
| ------ | -------------- | --------- |
| Goud   | Nico Lutkeveld | 58,80 m   |
| Zilver | Pley           | 56,06 m   |
| Brons  | P. van Meyll   | 55,85 m   |

| rang   | atlete       | prestatie |
| ------ | ------------ | --------- |
| Goud   | Elly Dammers | 35,85 m   |
| Zilver | Peet Dieben  | 33,50 m   |
| Brons  | A. Erbe      | 32,94 m   |

### Kogelslingeren
| rang   | atleet             | prestatie |
| ------ | ------------------ | --------- |
| Goud   | Hans Houtzager sr. | 50,11 m   |
| Zilver | Aad de Bruyn       | 48,19 m   |
| Brons  | Henk Kamerbeek     | 42,12 m   |

* Dit onderdeel vond plaats op 25 augustus op de sintelbaan aan het Olympiaplein in Amsterdam
1904 · 
1908 · 
1909 · 
1910 · 
1911 · 
1912 · 
1913 · 
1914 · 
1915 · 
1917 · 
1918 · 
1919 · 
1920 · 
1921 · 
1922 · 
1923 · 
1924 · 
1925 · 
1926 · 
1927 · 
1928 · 
1929 · 
1930 · 
1931 · 
1932 · 
1933 · 
1934 · 
1935 · 
1936 · 
1937 · 
1938 · 
1939 · 
1940 · 
1941 · 
1942 · 
1943 · 
1944 · 
1946 · 
1947 · 
1948 · 
1949 · 
1950 · 
1951 · 
1952 · 
1953 · 
1954 · 
1955 · 
1956 · 
1957 · 
1958 · 
1959 · 
1960 · 
1961 · 
1962 · 
1963 · 
1964 · 
1965 · 
1966 · 
1967 · 
1968 · 
1969 · 
1970 · 
1971 · 
1972 · 
1973 · 
1974 · 
1975 · 
1976 · 
1977 · 
1978 · 
1979 · 
1980 · 
1981 · 
1982 · 
1983 · 
1984 · 
1985 · 
1986 · 
1987 · 
1988 · 
1989 · 
1990 · 
1991 · 
1992 · 
1993 · 
1994 · 
1995 · 
1996 · 
1997 · 
1998 · 
1999 · 
2000 · 
2001 · 
2002 · 
2003 · 
2004 · 
2005 · 
2006 · 
2007 · 
2008 · 
2009 · 
2010 · 
2011 · 
2012 · 
2013 · 
2014 · 
2015 · 
2016 ·
2017 ·
2018 ·
2019 ·
2020 ·
2021 ·
2022 ·
2023 ·
2024 ·
2025